# Fiorile
Fiorile es una película italiana de 1993, dirigida por los hermanos Paolo Taviani y Vittorio Taviani, y protagonizada por el actor Michael Vartan, entre otros. Fue filmada en Toscana.

El título Fiorile hace referencia al més del calendario republicano francés Floreal (flor), que abarca desde el 20 de abril al 20 de mayo.

## Sinopsis
Se basa en la historia de la familia Benedetti, según una vieja historia, que data de la época napoleónica, su familia tiene una maldición desde hace 200 años, el padre descree de esto. La maldición se produce cuando un joven llamada Elisabette 'Fiorile' Benedetti descubre que su hermano Corrado es culpable de la ejecución de su amado, un oficial francés llamado Jean. La joven decide echar una maldición para que ninguno de los descendientes de su hermano sea feliz o se enamore. Doscientos años después un padre lleva a sus hijos y a su familia a Florencia a visitar a su padre, que es el último descendiente de Corrado. Al llegar continua contándoles la historia, aunque desconoce el final, no sabe si la maldición continúa, todo quedará en manos de los niños que allí en la casa de su abuelo podría finalizar o continuar.

## Desarrollo y desenlace
La película comienza en el seno de la familia Benedetti, el padre (Luigi) comenta que es llamada "Maledetti" debido a una vieja maldición de su familia, la leyenda del oro, algo preocupado opta por descreer de esto y le menciona a la esposa que ellos lograron formar una pareja sin importar la maldición que existiera.
El padre lleva a sus hijos (Emilio y Simona) y a su mujer (Juliette) a pasear en auto a Florencia y a visitar a su abuelo, el último descendiente de Corrado. Los niños le piden al padre que le cuente una historia, él decide contar una historia familiar de 200 años atrás sobre dos hermanos.
La historia del padre se centra en la época napoleónica, en Toscana, cuando la armada italiana del General Bonaparte había llegado a donde ellos se encontraban viajando.

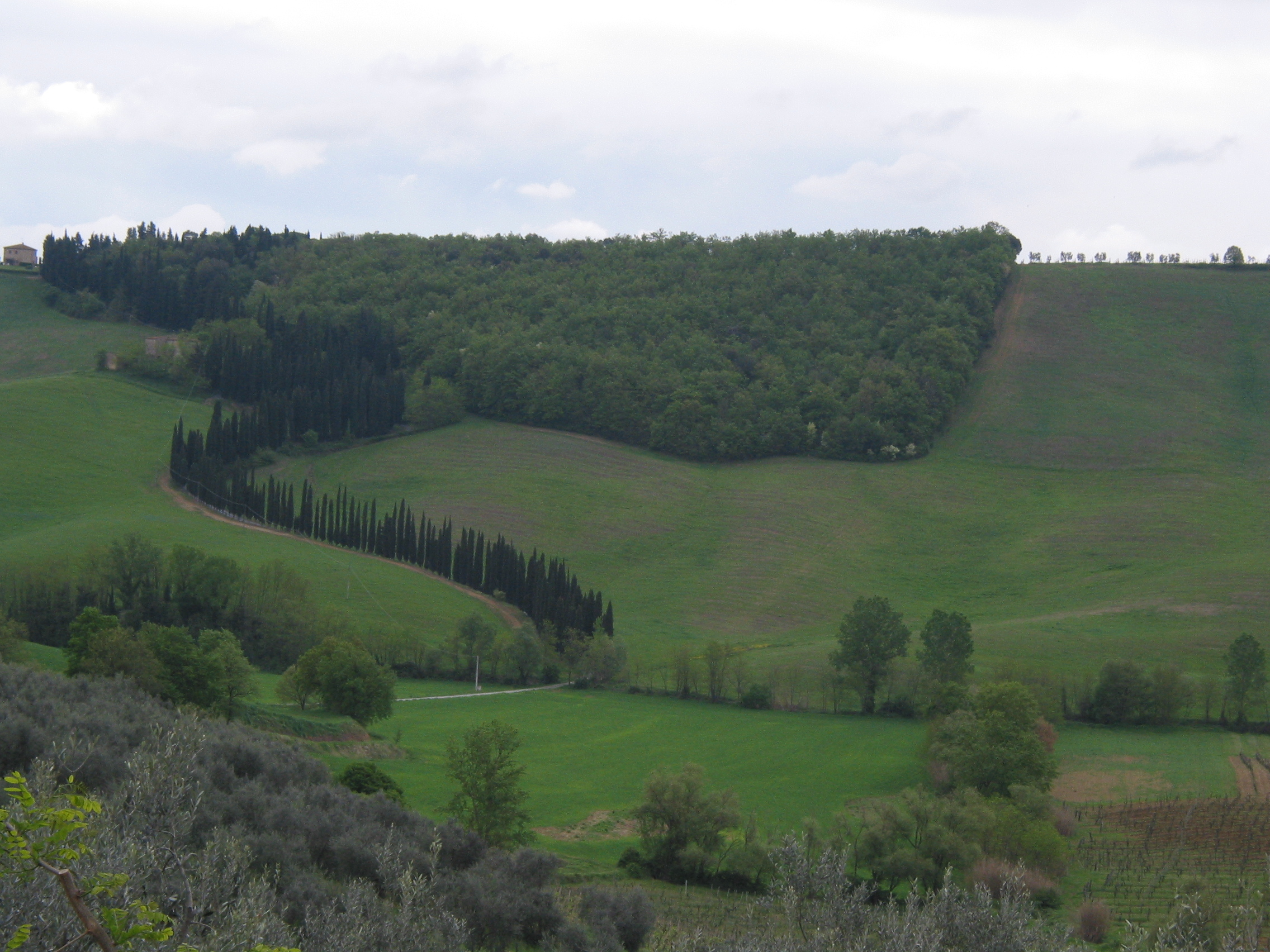
Paisaje de Toscana, similar al del comienzo de la película.

Los franceses atravesaban los bosques para atacarlos. Es allí donde aparece en escena la maleta con oro que estaba a cargo de un teniente, recordado por su nombre, Jean. Una joven y humilde campesina llamada Elisabette 'Fiorile' Benedetti conoce a Jean, el oficial francés de las tropas que habían invadido Italia, al que aprende a querer muy rápidamente. Mientras ellos están juntos su hermano, Corrado roba el oro y el burro que Jean tenía a cargo, sin saber que estaba con su hermana, y la esconde en su casa. La madre le propone que lo devuelva pero él no lo hace.

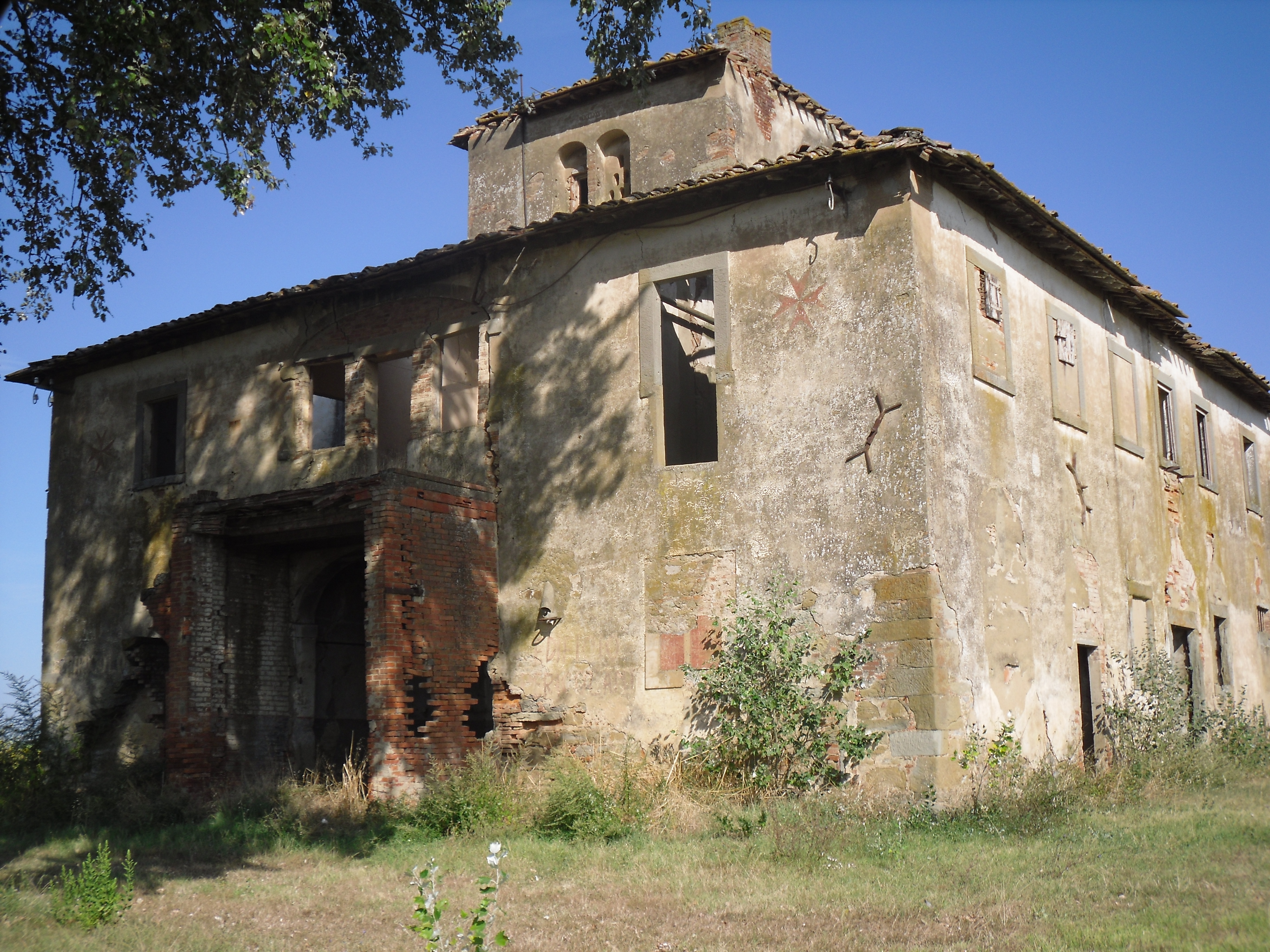
Casa del pueblo de Val di Chiana, parecida a la de Elisabette.

Tiempo después Jean es sentenciado a muerte, pero si no quería que lo matasen debía encontrar el oro. El hermano de la joven no devuelve el oro y el teniente Jean debe quedarse en la plaza donde es vigilado por los habitantes para que no huya, uno de los campesinos señala que "el oro solo traerá el sufrimiento a quién lo robó". Le dan la oportunidad a quien robó el oro para devolverlo porque de no ser así el teniente sería fusilado.

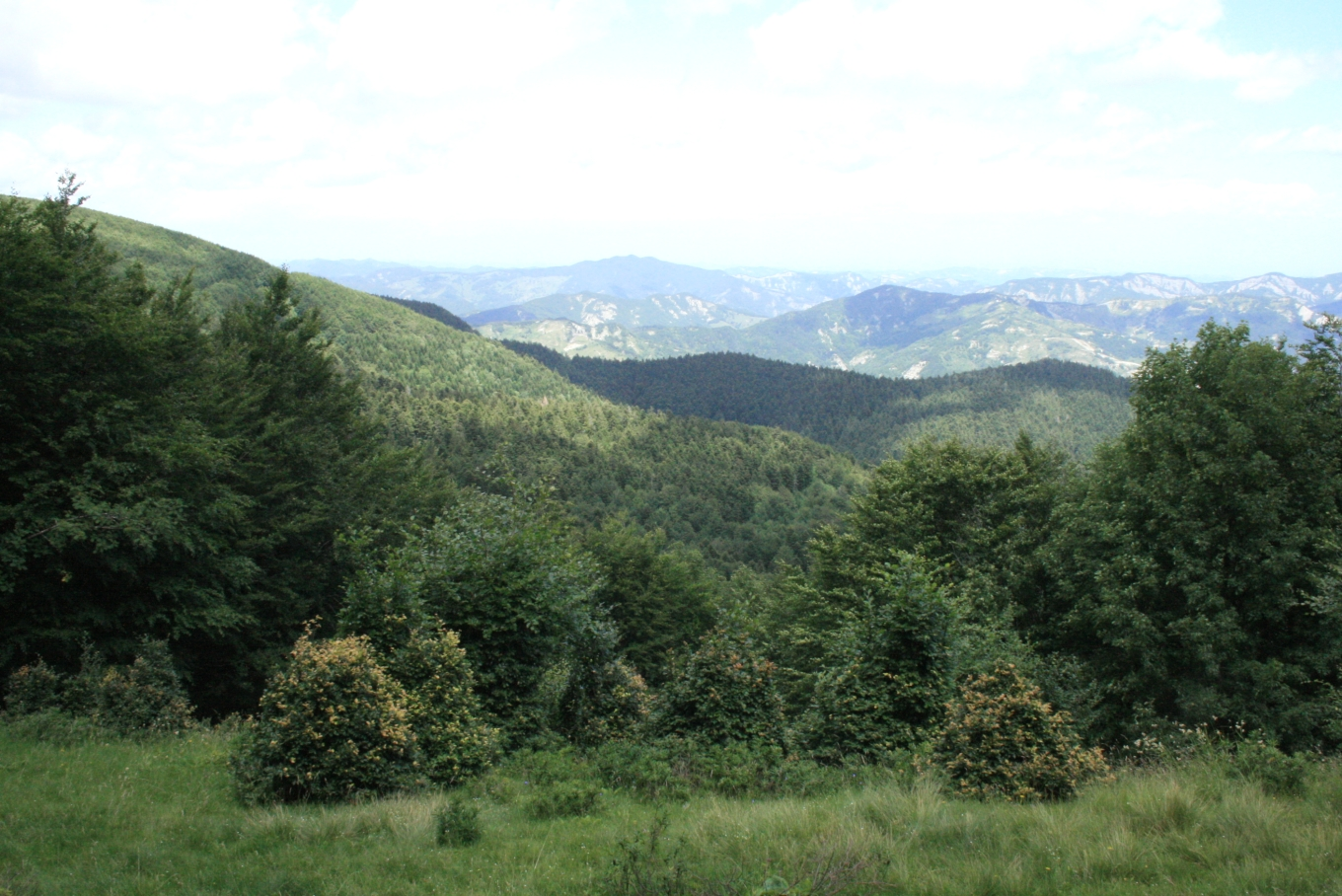
Paisaje de Toscana similar al de las primeras escenas de Jean.

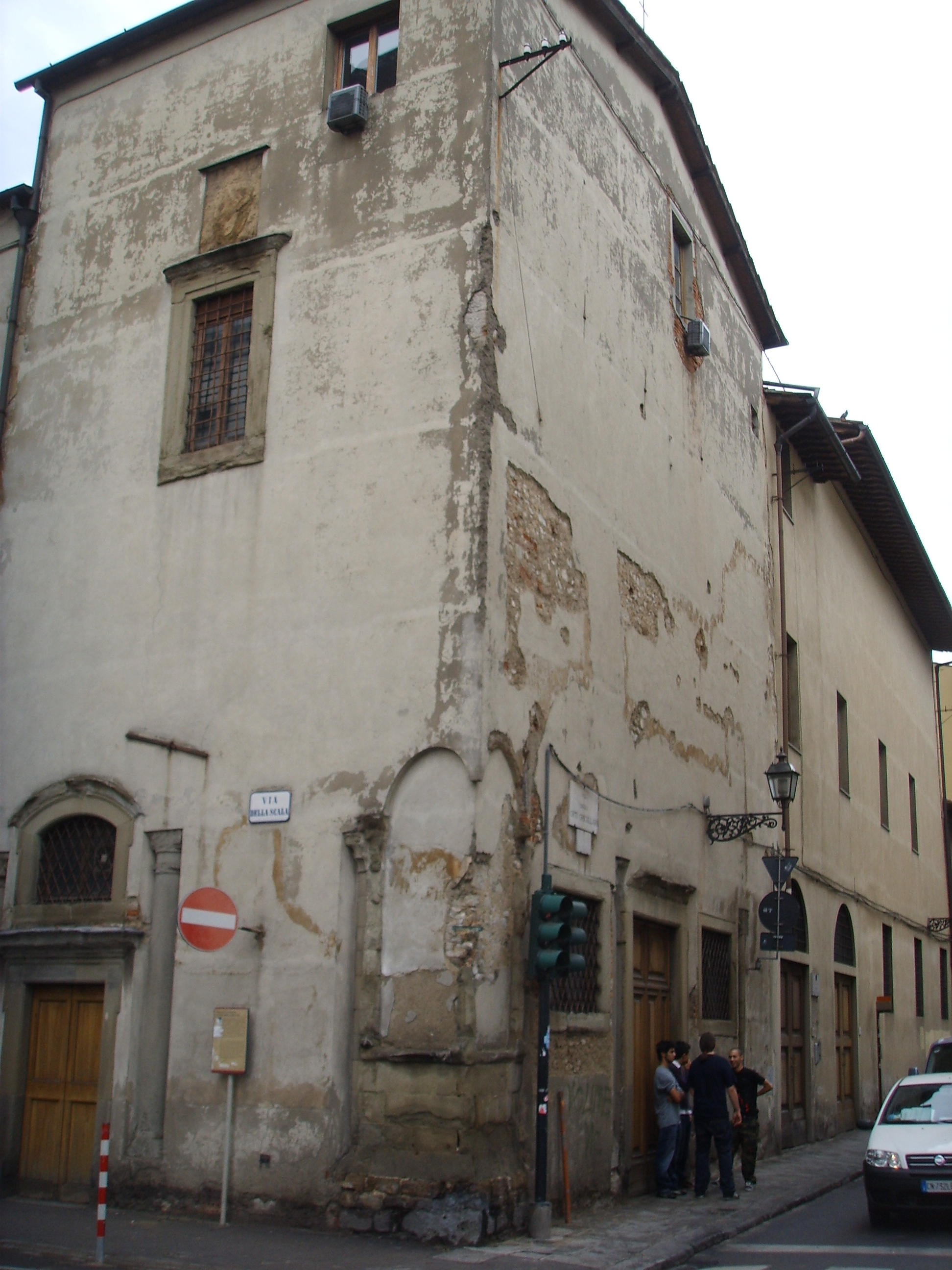
Edificio parecido al de la escena donde Jean fue retenido.

La madre le ruega al hermano de Elisabette que devuelva el oro, que lo haga por su hermana. Jean esperando el trágico desenlace escribe una carta a su amada expresándole su amor, y a pesar de que hacia poco la conocía la amaba y se lamentaba por no haber hablado de su "amor por la libertad", la que lo llevó a "su" Toscana, hablarle de su voluntad para que todo cambiase, además agrega que ese día es el séptimo mes de "Fiorile", y señala que "es así que mi revolución llama al mes de la primavera” y se despide: "Te abrazo fuertemente, mi Elisabetta, mi fiorile". El teniente es ejecutado en un descampado al amanecer del otro día, y su hermana rápidamente toma conocimiento sobre el paradero del oro. La joven triste abandona Toscana y da a luz a un hijo. Muere al tener al bebé y no logra vengarse. Comenta que todo lo que los niños ven durante el trayecto fue comprado con ese oro por los "hijos de los hijos de los Benedetti".
El padre les relata a los chicos que hay una pariente que si lo logra, recordándoles que es sólo una leyenda. La historia data de unos cien años atrás (1903), una mujer llamada Elisa. Elisa tiene dos hermanos, Alessandro (el hermano mayor) y Renzo (el menor). El padre les dice que para el mayor no solo bastaba el dinero y les recuerda que estaba maldito, y que "la riqueza no es un hambre que no se sacia"; el mayor quería ser diputado electo de Roma. Todo comenzó una noche de verano de 1903. En vísperas de su campaña electoral ofreció una gran cena, como era común en el tiempo de los Médicis. Seguidamente Elisa habló con Franceso. a quien ama profundamente. El joven debe disfrazarse de mujer para pasar desapercibido debido a que no era de una familia influyente. Luego su hermano Renzo los encuentra, luego de buscar un medicamento, y ella le pide que no le comente nada a Alessandro. Luego mantienen relaciones sexuales. En la cena le informan a Alessandro que en tres horas partiría a Roma y Elisa le avisa a Francesco que sería posible que ella se tuviera que ir. Pero finalmente debe irse con sus hermanos, por pedido de su hermano: "o todos o nadie". Le ofrece ir con ella para que no se quedase sola allí y que olvidara, que en 10 años volverían, y ella le escribiría a su amado. Les cuenta a sus hermanos que espera un hijo y antes le pidió un favor, ir a Volterra en carroza como cuando eran niños.

Lisa les pide frenar para alimentarse, comen setas , Alessandro sabe que son venenosos y Renzo le pide ir a buscar unas para comer. Mientras camina con Renzo le dice que quien la traicionó no fue Alessandro, sino ambos: "Lo que había en la flor, que me dio tal vez un filtro de poder secreto..." , ellos sabían de su relación y Alessandro los obligó a partir. Se acerca el hermano y Renzo le pide que no lo cuestione. Cuando se acerca les pide que sigan comiendo mientras ella busca leche. 

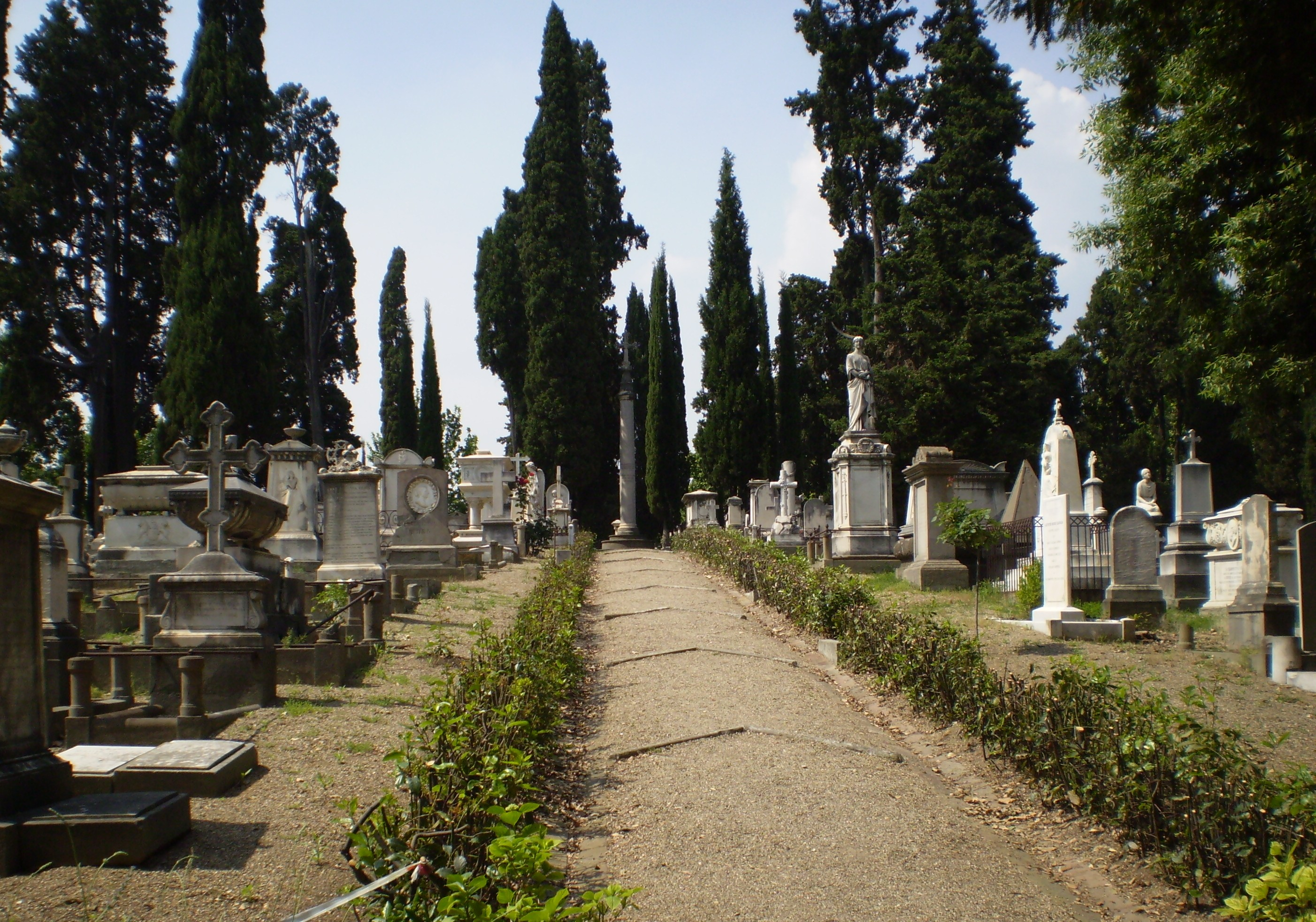
Cementerio Inglés de Florencia, allí se filmó la escena donde la familia de Massimo es llamada 'Maledetti'.

Le dice a una de las campesinas que sus hermanos están muriendo.
El hijo de Elisa fue el único heredero y su familia pasó a ser llamada "Maledetti", pero el no se preocupaba por eso sino que le gustaban los caballos y las mujeres. Para él la historia de las monedas de oro no tenía ninguna importancia. Cuando tenía nueve años paseaba solitario con su bicicleta en el cementerio y fue burlado por unos compañeros. La mucama lo lleva a la casa y le dice que son todas historias inventadas, mentiras, que las "monedas del oro", las setas venenosas son más antiguas que Elisa y que él era un niño bueno "Masssimo Benedetti", como el soldado Jean, que venía "de la parte buena de la sangre de la familia". Años más tarde Massimo se encuentra en la Facultad de Letras y Filosofía en 1944 donde debe rendir su tesis de egreso, llamada "La armada francesa en la campaña toscana". El defiende la parte noble de su familia destaca la "Libertad, Igualdad, Fraternidad" y la bandera francesa. Durante su exposición uno de los encargados de la evaluación le comenta que su abuelo votó en las elecciones por Alessandro (hermano de su abuela Elisa), uno de sus antepasados y que sabía que fue blanco de una desgracia. Al finalizar la exposición le explica que estuvo "bien escrita, fue interesante y bien documentada pero... partidaria, muy pro-francés".
Suena la alarma y debe irse junto a su novia, quien lo fue a ver a la presentación, al refugio y le entrega un arma para dispararle a un espía que siempre pasaba por allí. Le relata a su pareja la historia de cuando era niño, que Jean lo "visitaba" y su mucama, Alfredina, estaba siempre con él.

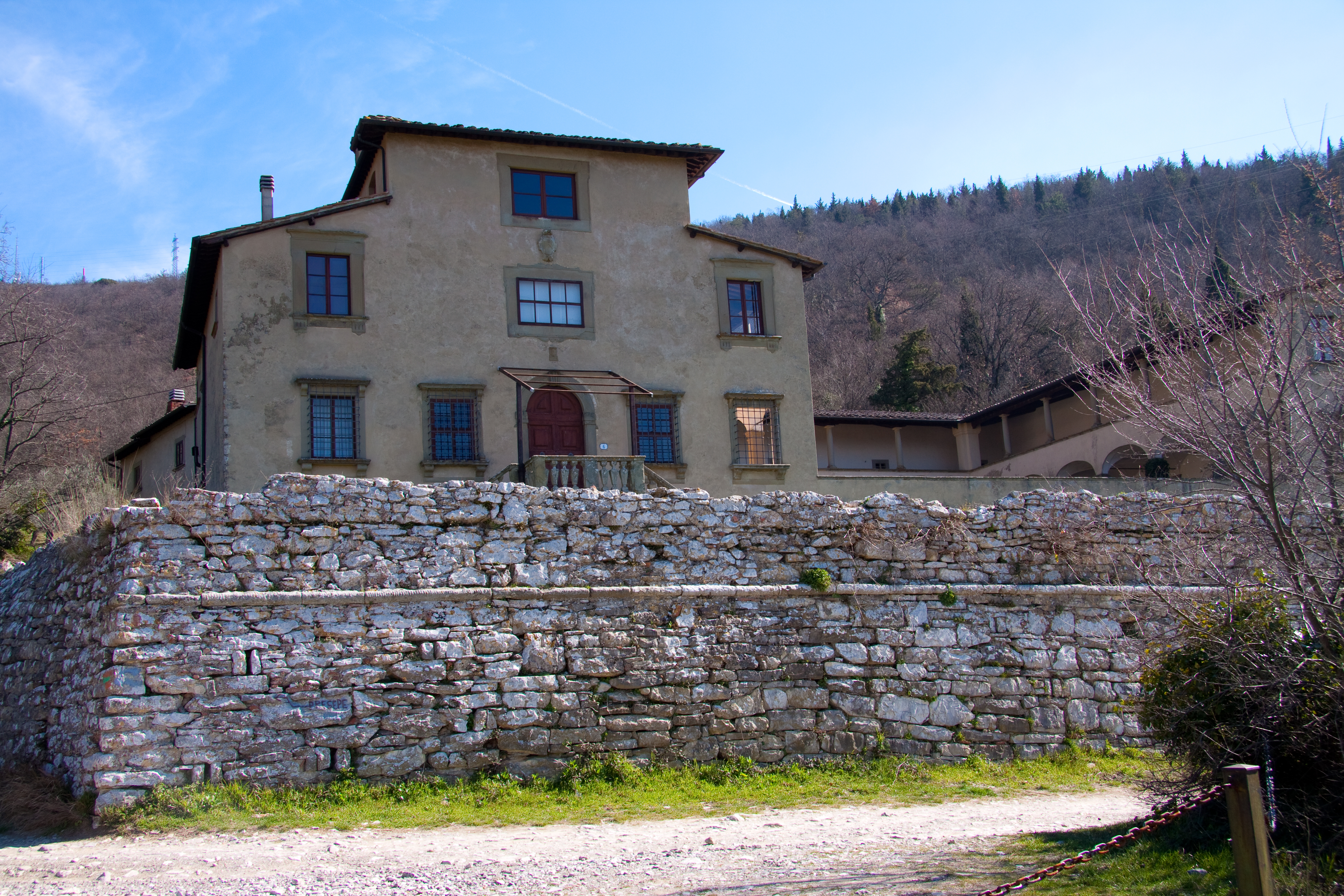
Convento Carmignanello (Sesto Fiorentino), de similar estructura a la casa del abuelo.

Espera en la colina con su bicicleta, nervioso, para matar al espía. En la colina le escribe a Chiara su amada al igual que Jean despidiéndose y piensa en Jean, como siempre. Una mujer de allí le promete piedad y ayudarlo. A quien Massimo quería matar estaba en el grupo de quienes lo raptaron y uno de ellos dijo que podría reconocer a un Benedetti, por lo que finalmente lo reconoce y mata al resto. Massimo huye y regresa cuando termina la guerra y se desprende de sus tierras, dejándoselas a administradores. Se internó en una clínica creyendo que había enloquecido, porque sufría. La madre de Massimo, abuela de los niños fue trasladada de prisión en prisión y ejecutada en un bombardeo pocos días después de haber dado a luz al padre de los niños. La madre estaba convencida de la existencia de la maldición del oro y decidió enviar al padre de los niños lejos, a Francia allí estudió y creció.
Su abuelo Massimo desde que salió de la clínica vive en la casa de Corrado y Fiorile (los hermanos de la primera historia), la gente est´convencida de que vive de las últimas monedas que le quedaron, la gente está convencida de que aún le quedan monedas guardadas. Sin embargo dice que no es así, el abuelo vive de lo que cultiva.

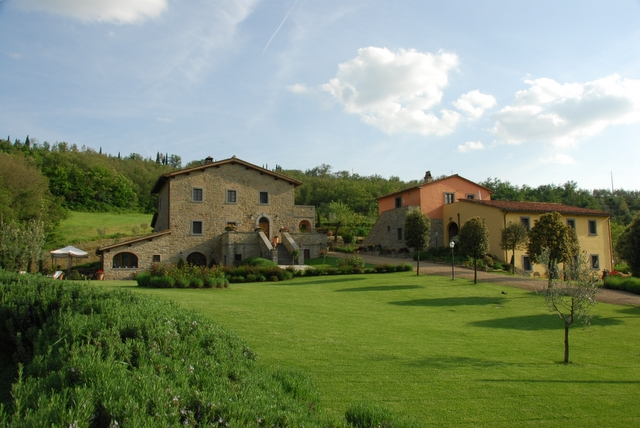
Casa Portagioia (izq.), similar a la de la película.

Cuando llegan, ve por primera vez a los nietos. El abuelo va al bosque a buscar la comida y los niños se asustan al ver las setas porque recuerdan la historia de Elisa, Alessandro y Renzo. El abuelo dice "Veo que saben todo. Las leyendas corren el mundo… Y vosotros, pobres pajaritos, pagan por eso"; el abuelo come para demostrarles que no son venenosos y los niños comen luego y les dice: "las leyendas no son leyendas" y la niña dice que son verdaders, el padre se culpa por haberles contado la historia. El abuelo le dice al hijo: "Debería haberles dicho que en esta leyenda venció el oro", y el hijo le comenta que hablaron de Jean, que ahora están sus pertenencias en el sótano. El padre le dice que los niños no deben estar en esa casa.
Después de comer la pareja habla sobre el futuro de su padre, quieren que se vaya a vivir con ellos a París y visitar esa casa en el verano para reconstruirla.
Mientras los padres hablan en el balcón los niños van al sótano en donde encuentran las cosas de Jean, en busca de las monedas de oro, una de las cosas allí se les cae y el abuelo sube para averiguar que era eso, pronto los niños se visten con la ropa, que habían desorganizado, de Jean y el abuelo no logra diferenciarlos.
Luego los descubre y los niños salen corriendo.
Al día siguiente el padre de los chicos le dice que si no quiere vender la casa que podía no venderla, se despiden de Massimo.
De regreso, ya de noche, los padres hablan acerca de que harían con la casa que sus hijos podrían venderla, pensando que los niños estaban dormidos, pero no, el niño le muestra a su hermana la moneda que había logrado rescatar y ella escribe en la ventanilla "Fiorile" y finaliza la película.

## Reparto

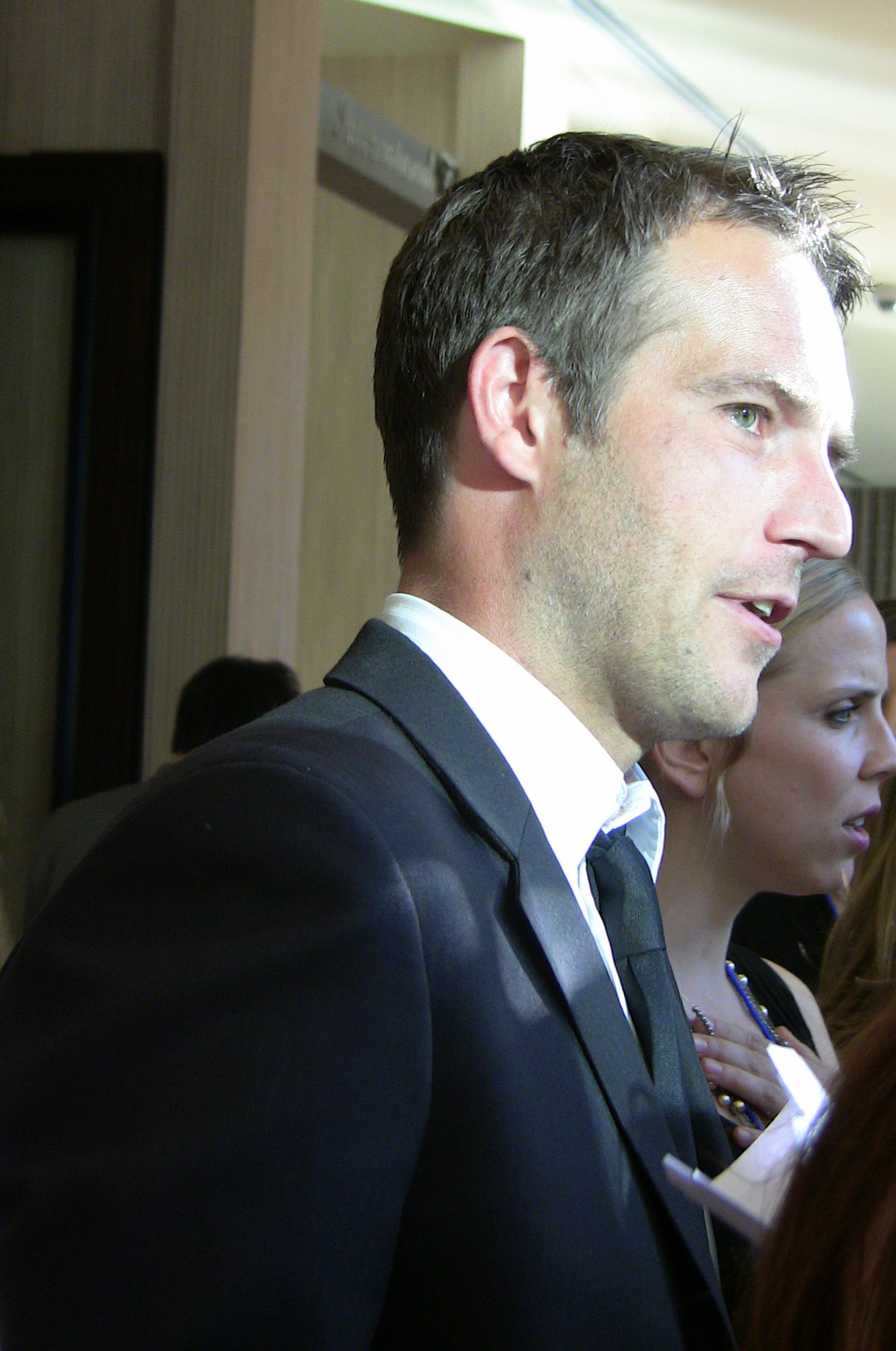
Michael Vartan tenía 24 años cuando personificó al capitán francés Jean y al estudiante de filosofía Massimo Benedetti.

1. Claudio Bigagli es Corrado / Alessandro.
2. Galatea Ranzi es Elisabette / Elisa.
3. Michael Vartan es Jean / Massimo Benedetti.
4. Lino Capolicchio es Luigi Benedetti.
5. Constanze Engelbrecht es Juliette, esposa de Luigi.
6. Elisa Giami es Simona Benedetti (niña).
7. Ciro Esposito es Emilio Benedetti (niño).
8. Athina Cenci es Gina.
9. Giovanni Guidelli es Elio.
10. Norma Martelli es Livia.
11. Pier Paolo Capponi es Duilio.
12. Chiara Caselli es Chiara (novia de Massimo).
13. Renato Carpentieri es Massimo Benedetti (abuelo).
14. Carlo Luca De Ruggieri es Renzo (hermano de Elisa).
15. Laura Scarimbolo es Alfredina (mucama del joven Massimo)

## Transmisión
- Latinoamérica: Canal Europa Europa.[9]